# Mendelism
Mendelism är den vetenskapsriktning som arbetar vidare på de av Gregor Mendel gjorda lagarna inom ärftlighetsläran, sedan dessa bekantgjorts 1900 av Carl Correns, Hugo de Vries och Erich von Tschermak.

## Historik
Till en början bekräftades riktigheten av Mendels rön och teorier medelst experiment dels hos den växtart, med vilken han själv arbetat, nämligen ärter, dels hos åtskilliga andra växtslag, och snart konstaterade man också de mendelska lagarnas giltighet hos djurarter. Det antogs en tid, att de mendelska reglerna endast gällde för vissa egenskaper, under det andra skulle förhålla sig på principiellt annat sätt. Vid fortsatta experiment visade sig emellertid de flesta undantagen vara endast skenbara, och en tid ifrågasattes, om det fanns egenskaper, som inte följde Mendels lagar. För högre växtarter, som varit föremål för mest djupgående analys (till exempel Antirrhinum), har detta befunnits vara fallet endast i fråga om enstaka patologiska egenskaper av underordnad betydelse. Ett mycket stort antal växtarter, såväl odlade som vilda, vidare många djurarter av olika, vitt skilda grupper (däggdjur, fåglar, insekter och så vidare) har varit föremål för korsningsanalys, och överallt fann man överensstämmelse med de mendelska lagarna i fråga om egenskapers nedärvning.
Viktigast för den mendelistiska vetenskapens utveckling har varit den av de engelska forskarna 1905 definitivt formulerade "presence and absence-teorien", enligt vilken de så kallade egenskapsparen utgörs av närvaron och frånvaron av en och samma inre faktor eller arvenhet (gen). Hos en högvuxen ärtsort finns sålunda, sade man, en viss faktor, som saknas hos den lågvuxna. Med hjälp av denna teori kunde man så småningom, efter mångåriga, mycket omfattande och planmässigt fortsatta experiment, genom påvisande av lagbundna talförhållanden, utreda mycket komplicerade klyvningsfenomen efter korsningar och hänföra dem till ett antal bestämda mendelfaktorer, var och en med en viss, yttre verkan. Man hade därmed tagit ett steg längre än Mendel, i det man strängt skiljde mellan de yttre egenskaperna och de inre faktorer, som sammansätter dessa. En viss färgegenskap kan sålunda vara sammansatt av två enheter eller faktorer, som var för sig inte har någon synlig yttre verkan, utan först då de förekommer samtidigt alstrar färg. En annan egenskap kan vara sammansatt av flera faktorer, som var för sig åstadkommer en viss nyans av egenskapen i fråga: efter korsning med former, som sakna alla dessa faktorer, uppkommer inte talförhållandet 3:1, utan 15:1, 63:1, och så vidare, alltefter antalet faktorer, men varje faktor följer noga de mendelska lagarna.
Den mendelistiska forskningens uppgift har sålunda blivit att analysera skillnaderna i konstitution mellan olika individer, former och arter, och uppställa deras "ärftlighetsformler". Man kan därefter med säkerhet förutsäga, vilken variation som skall inträffa i avkomman efter korsning mellan två former, vilkas skillnad i konstitution, det vill säga inre faktorer eller arvenheter, man känner. Detta visar bäst "variationens" lagbundenhet och det biologiska enhetsbegreppets stora och omvälvande betydelse. Det var också en allmän uppfattning, att man först på grundval av en dylik alltmera utvecklad analys av de inre till grund liggande faktorer, som genom olika kombination bildar den ärftliga variationen, skulle kunna närma sig en bättre förståelse av det problem som rör organismernas utveckling ur varandra. Även för den praktiska växtförädlingens utveckling har Mendels upptäckter och den mendelistiska forskningen varit av stor betydelse. Förädlingens uppgift blir att åstadkomma ur människans synpunkt allt bättre kombinationer av kulturväxternas inre faktorer. Korsningar i syfte att förena goda egenskaper från olika varieteter eller individer har med framgång bedrivits före Mendels tid, men såväl principer som metoder har betydligt vunnit i klarhet och erhållande av resultat på åtskilliga sätt underlättats.